# Leo van Wensen

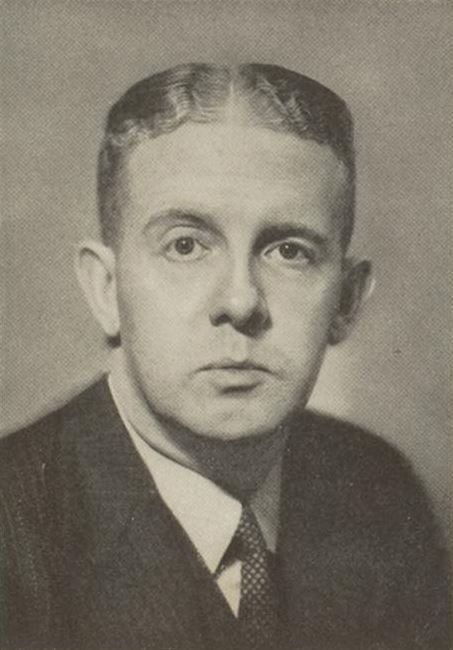
Leo van Wensen (circa 1937)

Leo Hermanus Hubertus Rudolf van Wensen (Leiden, 18 april 1899 — Velp, 28 januari 1984) was een Nederlands bestuurder. Hij was burgemeester van Eibergen en waarnemend burgemeester van Delden en Weerselo.
Leo van Wensen werd aan de Leidse Breestraat geboren als zoon van een bankier. Voordat Van Wensen burgemeester werd was hij ambtenaar in Nijmegen en onder andere werkzaam als hoofdambtenaar bij de Vereniging van Nederlandse Gemeenten (VNG). Na de oorlog had hij zitting in de documentatiecommissie voor de Zuivering van Overheidspersoneel, district Nijmegen. Als burgemeester van Eibergen opende Van Wensen in 1955 het militaire Kamp Holterhoek in de gelijknamige buurschap. Vanwege zijn goede contacten met naburige Duitse gemeenten ontving hij bij zijn vertrek uit Eibergen de Orde van Verdienste van de Bondsrepubliek Duitsland. Later was Van Wensen als waarnemend burgemeester van Ambt Delden en Stad Delden betrokken bij de verdere splitsing van beide plaatsen tot zelfstandige gemeenten, die in 2001 opgingen in de gemeente Hof van Twente.